# 1085. grenadirski polk (Wehrmacht)
1085. grenadirski polk (izvirno nemško 1085. Grenadier-Regiment; kratica 1085. GR) je bil pehotni polk Heera v času druge svetovne vojne.

## Zgodovina
Polk je bil ustanovljen 8. julija 1944 kot sestavni del 545. grenadirske divizije; januarja 1945 je bil polk uničen.
Marca 1945 je bil polk ponovno ustanovljen. 